# 小行星4519
小行星4519（英語：4519 Voronezh）是一颗围绕太阳公转的小行星。1976年12月18日，尼古拉·切爾尼赫在克里米亚发现了此天体。
这颗小行星的绝对星等为185.6890520498223等。